# Litsea irianensis
Litsea irianensis är en lagerväxtart som beskrevs av André Joseph Guillaume Henri Kostermans. Litsea irianensis ingår i släktet Litsea och familjen lagerväxter. Inga underarter finns listade i Catalogue of Life.